# Reinbert de Leeuw
Lambertus Reinier de Leeuw (ur. 8 września 1938 w Amsterdamie, zm. 14 lutego 2020 tamże) – holenderski kompozytor, dyrygent, pianista i wykładowca muzyki. Jako pianista był szeroko znany z interpretacji dzieł Erika Satiego. Jako dyrygent wykonywał głównie dzieła muzyki współczesnej. Był gościnnym dyrygentem głównych orkiestr i zespołów holenderskich w tym Holenderskiego Chóru Kameralnego (Nederlands Kamerkoor). Oprócz muzyki kameralnej skomponował operę i utwory orkiestrowe. Wydał (razem z J. Bernlefem) książkę poświęconą Charlesowi Ivesowi oraz „Musicale anarchie” – zbiór esejów na temat muzyki współczesnej opublikowanych wcześniej w czasopiśmie De Gids.

## Życiorys
De Leeuw studiował grę na fortepianie i teorię muzyki w konserwatorium w Amsterdamie (Conservatorium van Amsterdam) pod kierunkiem Jaapa Spaandermana oraz kompozycję w Królewskim Konserwatorium w Hadze (Koninklijk Conservatorium in Den Haag) pod kierunkiem Keesa van Baarena. Jako student interesował się muzyką nową i eksperymentalną. W 1968 był jednym z założycieli Holenderskiego Stowarzyszenia im. Charlesa Ivesa (Nederlandse Charles Ives Society), a w 1969 napisał (wspólnie z J. Bernlefem) biografię kompozytora. Podczas swej kariery artystycznej skupiał się niemal wyłącznie na utworach pochodzących z okresu od wczesnego modernizmu do muzyki współczesnej. W 1974 założył zespół Schoenberg Ensemble z siedzibą w Hadze, który specjalizował się w wykonywaniu dzieł kompozytorów drugiej szkoły wiedeńskiej, a także utworów z okresu począwszy od końca XIX w. aż do wieku XXI. Schoenberg Ensemble występował i nagrywał wspólnie z innym nowym zespołem, Ensemble ASKO, z którym później połączył się, a jednym z głównych dyrygentów połączonego zespołu był de Leeuw.
W 1992 de Leeuw był gościnnym dyrygentem Aldeburgh Festival w Suffolk. Jako dyrygent prowadził też orkiestry Koninklijk Concertgebouworkest, New World Symphony, RIAS Kammerchor, Netherlands Radio Chamber Orchestra i Holenderską Operę (De Nederlandse Opera).
W 2008 z okazji 70. rocznicy urodzin de Leeuw otrzymał  Order Lwa Niderlandzkiego w randze Kawalera III. klasy (Ridder).

## Kariera artystyczna

### Dyrygent
De Leeuw zyskał reputację jako jeden z najbardziej wyrazistych dyrygentów muzyki współczesnej. Koncentrował się zwłaszcza na prowadzeniu dzieł niezależnych kompozytorów współczesnych, którzy wyszli poza spuściznę serializmu, dominującego w muzyce przez prawie pół wieku od zakończenia II wojny światowej. De Leeuw był bardzo blisko związany z muzyką Oliviera Messiaena, Györgya Ligetiego i Louisa Andriessena, choć wypracowany przez nich złożony i wyrafinowany język muzyczny był trudny od strony wykonawczej. De Leeuw ugruntował zrozumienie charakterystycznego idiomu muzycznego tych twórców, a ich dzieła w jego interpretacji stały się szczególnie porywające. De Leeuw poświęcił też uwagę popularyzacji dzieł twórców spoza Europy nagrywając utwory Amerykanów: Ruth Crawford Seeger, George’a Antheila, Henry’ego Branta, Steve’a Reicha, Australijczyka Percy’ego Graingera i Kanadyjczyka Claude’a Viviera.

### Pianista
W latach 70. de Leeuw stał się znany jako interpretator muzyki fortepianowej Erika Satie. Nagrał też utwory m.in. Béli Bartóka, Igora Strawinskiego, Dmitrija Szostakowicza, Oliviera Messiaena i Henryka Mikołaja Góreckiego.

### Kompozytor
Jako kompozytor de Leeuw był najbardziej aktywny w latach 60. i 70. W jego dorobku znajdują się utwory orkiestrowe i kameralne. W 1969 skomponował we współpracy z Louisem Andriessenem, Mishą Mengelbergiem, Peterem Schatem, Hugo Clausem, Harrym Mulischem i Janem van Vlijmenem operę Reconstructie, opartą na życiu Che Guevary. W 2003 napisał utwór „Im wunderschönen Monat Mai” na głos i orkiestrę, będący przeróbką 21 pieśni Schuberta i Schumanna.